# گونار اوتربری
گونار اوتربری (انگلیسی: Gunnar Utterberg؛ زادهٔ ۲۸ نوامبر ۱۹۴۲) قایقران کانو اهل سوئد است.
وی در مسابقات کشوری و بین‌المللی در مجموع برندهٔ ۱ مدال طلا، ۳ مدال نقره شده‌است.